# Császári és Királyi 7. II. Vilmos német császár és porosz király Huszárezred

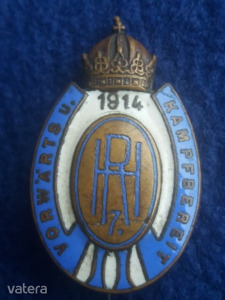
7-huszárezred-sapkajelvénye

A 7. Huszárezred a Habsburg Birodalom Hadseregének egyik huszárezredeként lett felállítva. Az 1867-es Kiegyezést követően az ún. Közös Hadsereg alakulata volt az Osztrák–Magyar Monarchia 1918-as felbomlásáig.

## Története
A 7. II. Vilmos német császárról és porosz királyról elnevezett huszárezredet 1798-ban a 3. "Ferdinánd főherceg", 4. "Vécsey", 6. "Blankenstein" és 10. "Mészáros" huszárezredek 3. őrnagyi osztályaiból állították fel és a kiegészítés tekintetében a pécsi 52. Gyalogezrednek akkor Baranya és Somogy vármegyéket magában foglaló toborzó kerületéhez utalták. Első állomáshelye a szlavóniai Verőce, majd később a krajnai Wolfsberg lett.
1915-ben az összes ezred nevét megszüntették. Ezután az alakulat Császári és Királyi 7. Huszárezred néven szerepelt. Ezt a gyakorlatban nem tudták kivitelezni, mivel a háború miatt bevezetett költségcsökkentés nem tette lehetővé új nyomtatványok és pecsétek készítését.

## Hadműveletek
Koalíciós háborúk
- 1799-ben az olasz harctéren kitüntetéssel harcolt Veronánál, Magnanonál, Trezzonál, majd később Piemontban Rivolinál. Egy százada Foky százados alatt Mantua körülzárásában vett részt és egy ellenséges kitörésnek visszaverésével tüntette ki magát.
- 1800-ban az ezredtől Meskó őrnagy alatt egy különítmény a Mont-Oenis ellen végzett sikeres hadműveletet. Az ezred később Valeggiónál harcolt.
- 1801-ben egyes századai Colognolánál harcoltak. Mesko József őrnagy itt érdemelte ki a Katonai Mária Terézia-rendet. A legénység a három év alatt 2 arany és 21 ezüst vitézségi érmet kapott.
- 1801-ben a háború után az ezred Görzbe, majd Troppauba került.
- 1802-ben Bochniába helyezték át.
- 1805-ben az Inn folyó mellőli visszavonulásban vett részt. Először Vöcklabruckig, majd mint önálló oldal hadoszlop Mesko ezredes vezetésével a Pyhrn-szoroson át a felső Enns völgyébe vonult és néhány sikeres ütközet után Marburgnál egyesült Chasteler altábornagy seregével. Egy különítménye a Graz felé irányított hadműveletben vett részt. Ebben a hadjáratban a legénység kitüntetései 2 arany és 4 ezüst vitézségi éremmel gyarapodtak.
- A háború után a pozsony vármegyei Szentgyörgyre, majd Mölkbe került; innen 1807-ben Bécsbe, 1808-ban pedig Magyarbródba helyezték át.
- 1809-ben németországi hadjáratban harcolt, ahol az alezredesi osztály (1. és 2. század) Bretschneider Frigyes alezredes vezetésével Haagnál és Landshutnál tüntette ki magát. Május elején Struppy őrnagy osztályával a bécsi Gacis-n a Burgthor és a Kärthnerthor között ütközetet vívott egy nagyszámú ellenséges csapattal. Az ezrednek Aspernnél és Wagramnál csak kevés szerepe volt. A visszavonulás alatt egyes századai Korneuburgnál és Hollabrunnál harcoltak.
- 1809 Ebben az évben a legénység 1 arany és 5 ezüst vitézségi érmet szerzett. A béke helyreálltával visszatért Magyarbródba, majd Nagyváradra vonult.
- 1811-ben Békéscsabára, egy év múlva pedig Zlocówba került.

Napóleoni háborúk
- 1812-ben a Napóleon segítségére kiállított hadtestbe volt beosztva. Ezen hadjáratra csak 3 osztályt állított fel, a 2. őrnagyi osztály (7. és 8. század) a többi századok feloszlottak. Wysoko-Litowsknál sikeres harcot vívott, majd Izabelinnél került szembe az ellenséggel, ahol Garnica József alezredes osztályával (1. és 2.,század) kitüntette magát. Néhány század Mokranynál harcolt, ahol mihályfalvi Bikény százados nagy veszteséget okozott az oroszoknak és igen sok lőszerkocsit zsákmányolt. Napóleon oroszországi visszavonulása utász alegysége mozgósítva maradt. A 2. őrnagyi osztály (7. és 8. század) újból megalakult.

Felszabadítási háborúk
- 1813-ban a cseh-szász határon állott. Egyes osztagai Böhmisch-Leipanál, Niemesnél, Rumburgnál és Stolpennél harcoltak. Maga az ezred pedig gróf Zichy Nándor ezredes alatt Lohmennél tüntette ki magát. Szinjtén ez évben részt vett a lipcsei csatában. Az ellenség üldözésénél két százada Meindl százados vezetésével Weimar mellett újabb csatát nyert.
- 1814-ben az ezred két osztálya, 4 század – a Genfből Dél-Franciaország ellen vonuló seregtesthez tartozott. Egyes századai St. Etiennedu-Boisnál, Sur la Cottenály St. Juliennél, la Grottenál és Annecynél harcoltak. Az ezred után küldött kisegítő osztályok, az úgynevezett "Veliten-Division"-ok, hadtápszolgálatot teljesítettek. Ebben a hadjáratban Wahler Ferenc alezredes a Osztrák Császári Lipót-rendet kapta meg.

Száz nap
- 1815-ben az ezred az olasz hadszintéren Ronconál tüntette ki magát. Kitüntetéssel harcolt az ezredesi 1. század a Pesaroranál intézett rajtaütésnél. Három osztály később Nápoly ellen vonult és azt megszállta. Az 1. őrnagyi osztály (5. és 6. század) Ancona körülzárásában vett részt, a két „Veliten-Division” pedig Milanóban maradt. Ez évben Montbach Frigyes századost a Osztrák Császári Lipót-renddel tüntették ki. A legénység az 1813-1815-ig terjedő háborús években 4 arany és 33 ezüst vitézségi érmet szerzett.

Itáliai harcok
- 1815 A háború után Turinba, majd Cremonába, innen pedig Lambachba került. 1816-tól Eszéken, 1821-től Vukováron, 1830-tól Cremonában, 1839-től Milanóban, 1844.-től Vicenzában, 1847-től pedig Paduában állomásozott.
- 1831-ben az alezredesi osztály (3. és 4. század) a Romagiaában, majd Rimini mellett és a Secchiánál harcolt az olasz felkelőkkel, mely alkalommal a legénység 1 arany és 3 ezüst érmet kapott.

1848–49-es forradalmak és szabadságharcok az Osztrák Császárság területén
- 1848-ban az olasz harctéren találjuk. Az alezredesi, az ezredesi és az 1. őrnagyi osztályok Sonanál és Voltánál kitüntették magukat. A 2. őrnagyi osztály egyik százada Parmába vonult. A másik század eleinte Modenában volt, később Mantua helyőrségéhez tartozott és Milanóban csatlakozott újra az ezredhez.
- 1849-ben osztályonként egyes gyalog dandárokhoz beosztva Mortaránál és Novaránál harcolt, majd részt vett a Romagna, illetve Toscana ellen indított vállalatokban. Az alezredesi osztály (1. és 2. század) Garibaldi szabad csapataival vívott kisebb ütközeteket. Ebben a két évben az ezredtől 6 tiszt nyert érdemrendet, a legénység között pedig 2 arany, 13 első és 20 másodosztályú ezüst vitézségi érmet osztottak ki.

Békekorszak
- 1849-ben Firenzébe, 1851-ben Vicenzába, 1853-ban Milanóba, 1857-ben Grazba, 1859. elején Laibachba került állomásra.
- 1857-től Baranya és Somogy megyéken kívül még Fejér, Tolna és Esztergom, 1857-től pedig Sopron, Zala és Vas megyékből is kapott legénységet. 1860-tól 1863-ig kizárólag az 52. Gyalogezred hadkiegészítő kerülete, Baranya vármegye adta újoncait.

Szárd–francia–osztrák háború
- 1859-ben a háború alatt az Isonzó és a Tagliamento között tengerpartvédő szolgálatot teljesített. Háború után a 4. osztályát feloszlatták és a többi századok között osztották szét. Az ezred Lancutba vonult helyőrségre.
- 1862-ben Brzezanyba költözött.
- 1864-ben Tarnopolba települet, ahonnan 1865-ben ismét Brzezanyba került vissza.

Porosz–osztrák–olasz háború
- 1866-ban a porosz-osztrák-olasz háborúban 4 századdal Schweinschadelnél és Königgratznél harcolt. Egy százada Olmütz védőrségéhez tartozott. Ebben a háborúban 8 tisztje kapott érdemrendet, amíg a legénység pedig 1 arany, 1 első és 14 másodosztályú ezüst vitézségi érmet nyert.

A boldog békeidők 1867−1914
- 1866 A békekötés után Villachban, majd Wesselyben, 1868-tól Bécsben állomásozott.
- 1871-től Pécsett, 1876-toan Sziszeken, 1876. végétől pedig Árpatarlón állomásozott.
- 1878-ban részt vett Bosznia okkupációjában. Egyes szakaszai a magasabb parancsnokságoknál teljesítettek szolgálatot mint törzslovasság. Az 5. század egy felderítő hadművelet alkalmával Maglajnál a felkelők által nagy veszteséget szenvedett. Az 1. osztály egyes osztagai Dolnja-Tuzlánál és Gracanicanál, a 3. század Bandin-Odjaknál, harcoltak. Az okkupációban az ezred 6 tisztje nyert kitüntetést, a legénység 11 első és 18 másodosztályú ezüst vitézségi érmet kapott.
- 1880-ban Boszniából visszatérve Marburgba, 1882-ben Pécsre, 1887-ben Kecskemétre, 1893-ban Bécsbe, 1897-ben Nagyváradra, 1899-ben pedig Debrecenbe települt.
- 1883-1889 A kecskeméti 38. és a szolnoki 68. Gyalogezredek hadkiegészítő kerületeiből, vagyis Pest-Pilis-Solt-Kiskun vármegye és Jász-Nagykun-Szolnok vármegye területéről kapta újoncait.
- 1889-től a budapesti IV. hadtest egész területéről töltötték fel.
- 1885-től viseli II. Vilmos német császár nevét.

Első világháború
- A huszárezred eleinte ezred kötelékben harcolt, majd hadosztály közvetlen huszárosztályként felosztva. A háború vége felé gyalogosként vetették be az ezredet. Majd 1918-ban a felszámolták a győztes hatalmak nyomására.

## Kiegészítő körletek
Az ezredet a következő területekről egészítették ki:
- 1798-1857 Pécs
- 1857 Sopron
- 1860–1883 Kaposvár
- 1883–1889 Kecskemét és Szolnok
- 1889-től IV. Hadtest kerületéből (Budapest)

## Békehelyőrségek
| I. | II. | III. |
| --- | --- | --- |
| - 1798 Verőce és Wolfsberg Krainban - 1801 Görz, majd Troppau - 1802–1805 Bochnia - 1806 Szentgyörgy (Pozsony), majd Melk - 1807 Bécs - 1808–1810 Magyarbród, majd Nagyvárad - 1811–1812 Békéscsaba, majd Zloczów - 1814–1815 Turin, majd Cremona - 1815 Lambach - 1816 Eszék - 1821 Vukovár - 1830 Cremona | - 1839 Milánó - 1844 Vicenza - 1847–48 Padua - 1849 Firenze - 1851 Vicenza - 1853 Milánó - 1857 Graz - 1859 Laibach, danach Łańcut - 1862 Litvaberzseny - 1864 Tarnopol - 1865–66 Brezany | - 1866 Villach, dann Wessely - 1868 Bécs - 1871 Pécs - 1876 Sziszek - 1876–1878 Árpatarló - 1878 Marburg - 1882 Pécs - 1887 Kecskemét - 1893 Bécs - 1897 Nagyvárad - 1899–1914 Törzs / II. osztály Debrecen – I. osztály Nagyvárad |

## Ezred tulajdonos
- 1798–1801 betöltetlen

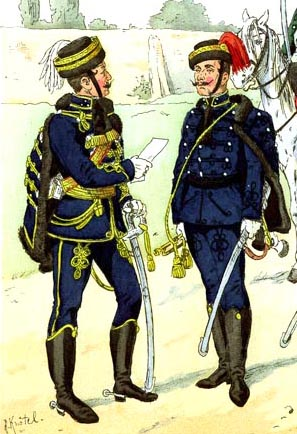
Százados és trombitás 1859-ben

- 1801 I. János liechtensteini herceg altábornagy
- 1836 herceg Henrik Reuss-Köstrick altábornagy (7. Reuss-Köstritz-huszárezred)
- 1857 báró Karl von Simbschen altábornagy
- 1864 Károly porosz királyi herceg
- 1888 II. Vilmos német császár és porosz koronaherceg
- 1888 II. Vilmos német császár és porosz király

## Megszüntetése
1918. őszén az Osztrák-Magyar Monarchia felbomlását követően Magyarország és a magyarországi nemzetiségek kikiáltották függetlenségüket. A frontokon harcoló alakulatokat haza szállították és a fegyverszüneti egyezmény értelmében felszámolták őket. Ez a sors jutott a nagy múltú Császári és Királyi 7. Huszárezred számára is.
A hivatalos források szerint viszont a Császári és Királyi Hadügyminisztérium alá tartozott és mivel Magyarország függetlenné vált nem hívhatta volna haza a többnyire magyar sorállománnyal rendelkező ezredet, hogy megszüntethesse. Ezt csak is a K.u.K. Hadügyminisztérium tehette volna meg. Nem tudni pontosan, hogy ez valaha meg is történt-e.

## 1914. júliusi alárendeltségi állapot

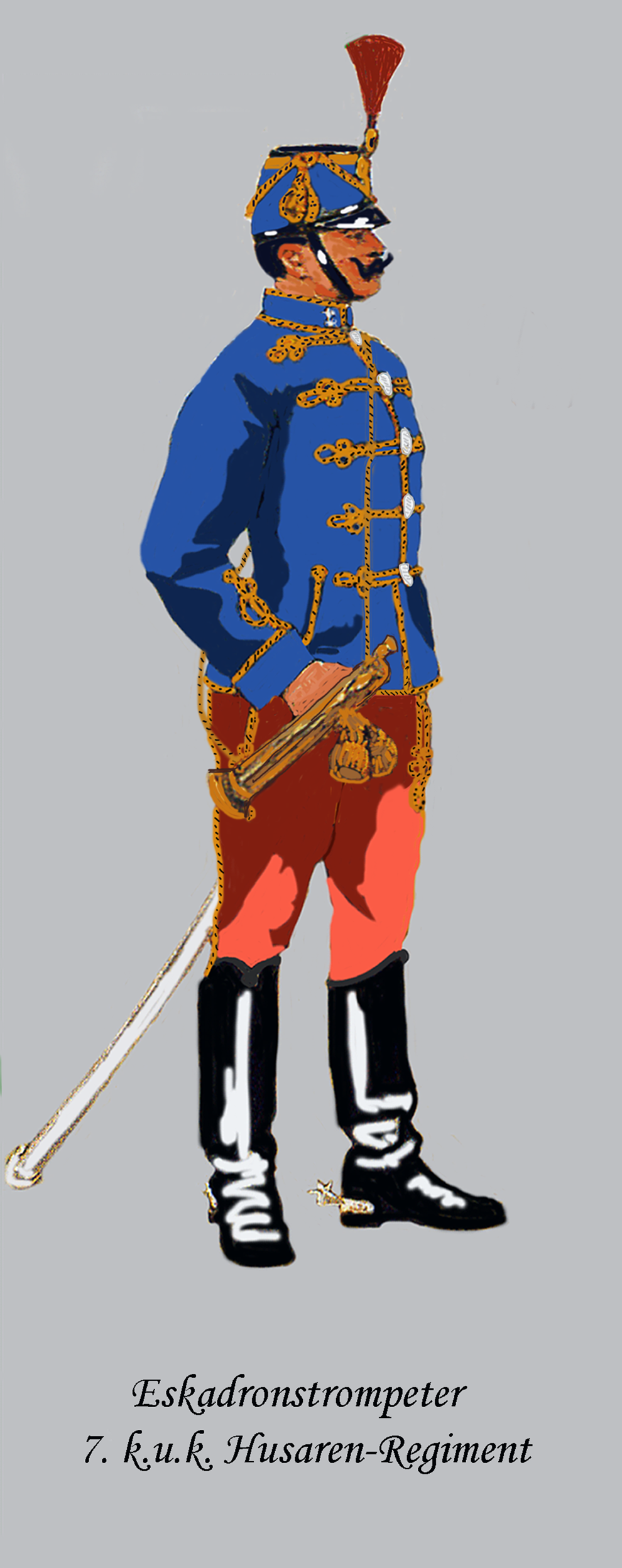
A 7. Huszárezred század trombitása

IV. Hadtest – 1. Lovassági Hadosztály – 7. Lovasdandár
Nemzetiség: 98% magyar – 2% egyéb
Ezredparancsnok: Berzeviczy Béla ezredes
Ezredvezénylő nyelv: magyar
Egyenruha: világoskék atilla fehér gombokkal és világoskék csákó takaróval

## Szervezete
A XVIII. századi folyamatos hadseregreformok során a lovasságnál az ezredeket négy osztályra, ezen belül nyolc svadronra tagolták. Kialakítottak egy tartalék svadront is 186 fővel, elsősorban az újoncok kiképzésére. Az addigi 2 század = lovassági szervezést felváltotta az immár 2 svadron = divízió szervezés. Vagyis a lovasságnál eltüntették az addig a gyalogságtól átvett kompánia (század) megnevezést és a lovassági század svadron nevet nyert, míg az addigi kétszázadnyi harcászati egység, a svadron új megnevezése divízió (osztály) lett. Szabályozták az ezredlétszámokat, a zászlók alakját, az egyenruha formáját, de a szín ezredről ezredre változott. A fegyverzet továbbra is kard, két pár pisztoly, később rövid karabély. A vezényleti nyelv német maradt, de a nem magyar származású ezredtulajdonosok, illetve ezredparancsnokok döntő többsége – tekintettel, hogy huszárjaikkal magyarul tudjanak beszélni – megtanulták a nyelvet, ha törve is, de megértették magukat.
1860-tól az ezred 2 osztályból állt, ami továbbá három-három századból. Így került bevetésre az első világháborúban.
Az egyes osztályokat a vezetőjükről nevezték el:
- az 1. osztály volt az ezredesi-osztály
- a 2. osztály volt az alezredesi-osztály
- a 3. osztály volt az 1. őrnagyi-osztály
- a 3. osztály volt a 2. őrnagyi-osztály

1798-ig az ezredeket tulajdonosuk neve szerint hívták, akiknek ténylegesen vezetniük is kellett az alakulataikat. Minden tulajdonos váltással az ezred új nevet kapott. 1798-at követően hivatalosan csak számozással illették az alakulatokat, de bizonyos esetben, illetve beszédben az éppen aktuális ezred tulajdonos nevén nevezték.
Pont ezek miatt az állandó átnevezések kapcsán nehezen követhető az osztrák-magyar huszárezredek története.

## Lásd még
- Császári és Királyi Huszárok

## Fordítás
- Ez a szócikk részben vagy egészben az k.u.k. Husarenregiment „Wilhelm II. Deutscher Kaiser und König von Preußen“ Nr. 7 című német Wikipédia-szócikk ezen változatának fordításán alapul.  Az eredeti cikk szerkesztőit annak laptörténete sorolja fel. Ez a jelzés csupán a megfogalmazás eredetét és a szerzői jogokat jelzi, nem szolgál a cikkben szereplő információk forrásmegjelöléseként.